# Вілі Берош
Вілі Берош (хорв. Vili Beroš; нар. 13 грудня 1964, Спліт) — хорватський політик, лікар, професор. Міністр охорони здоров'я Хорватії у першому та другому уряді Андрея Пленковича.

## Життєпис
1989 року закінчив медичний факультет Загребського університету, де 2006 року здобув докторський ступінь у галузі молекулярної біології. 1998 року пройшов спеціалізацію з нейрохірургії. Професійно з кінця 1980-х пов'язаний із Загребською університетською клінікою сестер милосердя. До того ж у 2008 році став викладачем Загребського університету, а 2012 року — професором. Член вітчизняних об'єднань лікарів і міжнародного товариства, що об'єднує нейрохірургів.
Діяльний член Хорватської демократичної співдружності. 2018 року почав працювати у міністерстві охорони здоров'я. У січні 2020 очолив це відомство.
Його перебування на посаді міністра охорони здоров'я відзначається зусиллями у боротьбі з епідемією COVID-19 у Хорватії, від якої станом на 8 червня 2020 в цій країні постраждало 2247 людей, а 104 померли. Окрім того, Хорватія із січня 2020 року головує в Раді Європейського Союзу, що передбачає періодичне проведення нарад міністрів охорони здоров'я всіх 27 держав-членів ЄС, де має головувати міністр від країни, що очолює цю Раду.